# Chordeiles pusillus
El chotacabras enano, añapero menudo, añapero menor, añapero chico,  o aguaitacamino menudo (Chordeiles pusillus) es una especie de ave de la familia Caprimulgidae, que se encuentra en Argentina, Bolivia, Brasil, Colombia, Guyana y Venezuela.

## Hábitat
Vive en las sabanas secas y en zonas estacionalmente inundables, por debajo de los 1.050 m de altitud.

## Descripción
Mide 16 a 17 cm de longitud y pesa aproximadamente 33,4 g. Se distinguen cinco subespecies de acuerdo con el color del plumaje, el cual, en el dorso va de color marrón parduzco a castaño ferruginoso; garganta con línea o manchas blancas; estrías ferruginosas a negruzcas en la corona y el cuerpo; vientre y alas pardos a grises y con líneas negruzcas y blancas y alas con puntas blancas.

## Alimentación
Caza insectos en vuelo, después del crepúsculo.

## Reproducción
Anida en el suelo, cavando un círculo de unos 5 mm de diámetro, que rodea de piedras. La hembra pone uno o dos huevos color crema con pintas color marrón y gris oliváceo, de 27 por 20 mm.